# 利安科·沃伊诺维奇
利安科·沃伊诺维奇（Lyanco Vojnović），全名利安科·埃万热利斯塔·西尔韦拉·内韦斯·沃伊诺维奇（Lyanco Evangelista Silveira Neves Vojnović，1997年2月1日–），巴西足球运动员，司职中后卫，現時效力米内罗。